# 加杰劳拉
加杰劳拉（Gajraula），是印度北方邦Jyotiba Phule Nagar县的一个城镇。总人口39826（2001年）。

## 人口
该地2001年总人口39826人，其中男性21126人，女性18700人；0—6岁人口7581人，其中男3944人，女3637人；识字率56.96%，其中男性为66.90%，女性为45.73%。